# Lijst van oorlogsmonumenten in Medemblik
De Nederlandse gemeente Medemblik heeft 12 oorlogsmonumenten. Hieronder een overzicht.
| Nr.  | Object                                            | Herdachte groep                                                    | Ontwerper                                                                                 | Onthulling       | Type            | Locatie                                           | Plaats       | Coördinaten                   | Foto                                              |
| ---- | ------------------------------------------------- | ------------------------------------------------------------------ | ----------------------------------------------------------------------------------------- | ---------------- | --------------- | ------------------------------------------------- | ------------ | ----------------------------- | ------------------------------------------------- |
| 589  | Monument bij de N.H. Kerk                         | geallieerde militairen, verzet Nederland                           | Instituut Kunstnijverheid Amsterdam, Firma Dappen                                         |                  | beeld/sculptuur |                                                   | Midwoud      | 52° 42' 58" NB, 5° 4' 28" OL  | Monument bij de N.H. Kerk                         |
| 1027 | Twee Handen                                       | vervolgden Nederland                                               | Rob Ligtvoet                                                                              | 5 mei 1977       | beeld/sculptuur | Middenweg 62, 1619 BN                             | Andijk       | 52° 42' 45" NB, 5° 4' 16" OL  | Twee Handen                                       |
| 1662 | Oorlogsmonument                                   | militairen in dienst van het Ned. Kon. 1940-1945                   | Dhr. Benninga (ontwerper), F.J. Ruyter (gemeentearchitect), L. Vogelpoel (uitvoerder)     | 24 augustus 1940 | beeld/sculptuur | Nieuwstraat, 1671 BA                              | Medemblik    | 52° 46' 21" NB, 5° 6' 23" OL  | Oorlogsmonument                                   |
| 1780 | Monument op het Raadhuisplein                     | geallieerde militairen, verzet Nederland                           | Cephas Stauthamer                                                                         | 4 mei 1947       | reliëf          | Raadhuisplein 1, 1693 EA                          | Wervershoof  | 52° 43' 42" NB, 5° 9' 1" OL   | Monument op het Raadhuisplein                     |
| 1884 | Monument voor A.C. de Graaf                       | verzet Nederland                                                   | Willem Valk                                                                               |                  | beeld/sculptuur | Nieuwe Weg                                        | Wognum       | 52° 41' 40" NB, 5° 1' 36" OL  | Monument voor A.C. de Graaf                       |
| 2094 | Herdenkingskruis voor J.P. Roosje                 | burgerslachtoffers                                                 |                                                                                           |                  | kruis           | Broerdijk                                         | Midwoud      | 52° 43' 22" NB, 5° 3' 0" OL   | Herdenkingskruis voor J.P. Roosje                 |
| 2804 | Monument voor J. Pretkowski                       | geallieerde militairen                                             |                                                                                           |                  | gedenksteen     | Kerkweg 1, 1657 LH                                | Abbekerk     | 52° 43' 56" NB, 5° 1' 12" OL  |                                                   |
| 3277 | Oorlogsmonument                                   | militairen in dienst van het Ned. Kon. na 1945, burgerslachtoffers |                                                                                           |                  | plaquette       |                                                   | Nibbixwoud   | 52° 41' 25" NB, 5° 3' 37" OL  | Oorlogsmonument                                   |
| 3320 | Oorlogsmonument                                   | geallieerde militairen                                             |                                                                                           | 25 juni 2010     | zuil            | Hoekweg, 1619 EC                                  | Andijk       | 52° 44' 35" NB, 5° 12' 29" OL | Oorlogsmonument                                   |
| 3571 | Short Striling-monument                           | geallieerde militairen                                             | Jan Ursem                                                                                 | 27 april 2010    | beeld/sculptuur | Wadway, 1687 PM                                   | Wadway       | 52° 41' 28" NB, 4° 58' 49" OL |                                                   |
| 3572 | Lancaster-monument                                | geallieerde militairen                                             | Peter Koelemeijer                                                                         | 28 april 2010    | zuil            | Raadhuisplein, 1687NG                             | Wognum       | 52° 40' 48" NB, 5° 1' 55" OL  | Lancaster-monument                                |
| 3573 | Slachtoffers uit Wognum                           | allen                                                              | Peter Koelemeijer                                                                         |                  | plaquette       | Raadhuisplein, 1687NG                             | Wognum       | 52° 41' 11" NB, 5° 1' 40" OL  | Slachtoffers uit Wognum                           |
| 3870 | De oorlog nam van ons weg                         | Verzet Nederland                                                   |                                                                                           | 1947             | plaquette       | hoek Westerstraat-Tuinstraat, 1655LH              | Sijbekarspel | 52° 42' 16" NB, 5° 0' 47" OL  | De oorlog nam van ons weg                         |
| 3972 | Monument bij het voormalig Provinciaal Ziekenhuis | Vervolgden Nederland, Verzet Nederland                             | Jade Bonnema, Daniëlle Koning, Anna Mulder, Eva Roskam, Tessa Steltenpool en Jasmijn Weel | 1 januari 2017   | sculptuur       | Landswerf, 1671 GL                                | Medemblik    | 52° 46' 6" NB, 5° 6' 21" OL   | Monument bij het voormalig Provinciaal Ziekenhuis |
|      | Oorlogsgraven van het Gemenebest                  | geallieerde militairen                                             |                                                                                           |                  | grafmonument    | Algemene Begraafplaats Medemblik, Compagniesingel | Medemblik    | 52° 45' 58" NB, 5° 6' 18" OL  | Oorlogsgraven van het Gemenebest                  |

Aalsmeer ·
Alkmaar ·
Amstelveen ·
Amsterdam ·
Bergen ·
Beverwijk ·
Blaricum ·
Bloemendaal ·
Castricum ·
Den Helder ·
Diemen ·
Dijk en Waard ·
Drechterland ·
Edam-Volendam ·
Enkhuizen ·
Gooise Meren ·
Haarlem ·
Haarlemmermeer ·
Heemskerk ·
Heemstede ·
Heiloo ·
Hilversum ·
Hollands Kroon ·
Hoorn ·
Huizen ·
Koggenland ·
Landsmeer ·
Laren ·
Medemblik ·
Oostzaan ·
Opmeer ·
Ouder-Amstel ·
Purmerend ·
Schagen ·
Stede Broec ·
Texel ·
Uitgeest ·
Uithoorn ·
Velsen ·
Waterland ·
Weesp ·
Wijdemeren ·
Wormerland ·
Zaanstad ·
Zandvoort